# Boleslovas Baranauskas
Boleslovas Baranauskas (5 d'octubre del 1902 – 2 de desembre del 1975) fou un activista del Partit Comunista de Lituània (PCL) i del règim soviètic.

## Biografia
Estudià a Mintauja i Riga. El 1921 comença a participar en les activitats il·legals del PCL i el 1936 es convertí en revolucionari a temps complet. Fou empresonat per «activitats contra l'estat» entre el 1923 i el 1925, entre el 1927 i el 1935 i entre el 1939 i el 1940. Com a conseqüència de l'ocupació soviètica de Lituània el 1940, Baranauskas es convertí en president del Soviet Suprem de l'RSS de Lituània, càrrec que ocuparia fins al 1951. Estigué exiliat a l'RSFSR entre el 1941 i el 1944 a causa de la Segona Guerra Mundial.
Morí a Vílnius el 1975.